# Herminia subtriplex
Herminia subtriplex är en fjärilsart som beskrevs av Embrik Strand 1919. Herminia subtriplex ingår i släktet Herminia och familjen nattflyn. Inga underarter finns listade i Catalogue of Life.